# Sebastian (Texas)
Sebastian ist ein Census-designated place in Willacy County im US-Bundesstaat Texas in den USA. Das U.S. Census Bureau hat bei der Volkszählung 2020 eine Einwohnerzahl von 1.684 ermittelt.

## Geographie
Sebastian liegt 26°20′36″ nördlicher Breite und 97°47′36″ westlicher Länge.
Die gesamte Fläche beträgt 4,3 km².

## Demografische Daten
Das durchschnittliche Einkommen eines Haushalts liegt bei 20.179 USD, das durchschnittliche Einkommen einer Familie bei 24.732 USD. Männer haben ein durchschnittliches Einkommen von 18.854 USD gegenüber den Frauen mit durchschnittlich 13.977 USD. Das Pro-Kopf-Einkommen liegt bei 11.934 USD. 22,6 % der Einwohner und 26,8 % der Familien leben unterhalb der Armutsgrenze. Das durchschnittliche Alter der Bewohner beträgt 28 Jahre.